# Iprindolo
L'iprindolo, conosciuto anche con il nome di pramindolo, è un antidepressivo triciclico che possiede le stesse azioni farmacologiche ed indicazioni della amitriptilina, rispetto alla quale possiede minore attività anticolinergica e sedativa. L'iprindolo è stato il secondo antidepressivo triciclico ad essere stato commercializzato. Rispetto alla maggior parte degli altri antidepressivi tricilici, l'iprindolo è unico poiché è un inibitore relativamente debole della ricaptazione della serotonina e noradrenalina, mentre invece agisce prevalentemente come un antagonista dei recettori 5-HT2: per queste sue peculiarità è stato considerato un antidepressivo di "seconda generazione".

## Chimica
A livello strutturale, l'iprindolo differisce da altri antidepressivi triciclici per il fatto di contenere un nucleo indolico, analogamente all'antipsicotico eterociclico ossipertina, ed è caratterizzato da un anello ottagonale.

## Farmacodinamica
L'iprindolo agisce come un antagonista dei seguenti recettori:
- Recettore 5-HT1A (Kd = 2,800 nM)[1]
- Recettore 5-HT2A (Ki = 217 nM)[2][3][4][5]
- Recettore 5-HT2C receptor (Ki = 206 nM)[2][3][4][5]
- Recettore adrenergico α1 (Kd = 2,300 nM)[6]
- Recettore adrenergico α2 (Kd = 8,600 nM)[6][7]
- Recettore H1 (Kd = 130 nM)[6][8][9][10]
- Recettore H2 (Kd = 1,980 nM)[11]
- Recettore muscarinico dell'acetilcolina (recettore mACh) (Kd = 2,100 nM)[12][13][14]

Ed è un inibitore dei seguenti trasportatori:
- Trasportatore della serotonina (SERT) (Kd = 1,620 nM)[15]
- Trasportatore della norepinefrina (NET) (Kd = 1,262 nM)[15]
- Trasportatore della dopamina (DAT) (Kd = 6,530 nM)[15]

Ha un'affinità trascurabile (> 10 000 nM) per i recettori β-adrenergici e sigma.

## Farmacocinetica
Dopo somministrazione per via orale viene ben assorbito dal tratto gastrointestinale. Un picco di concentrazione plasmatica (Cmax) di 0,05-0,09 µg/ml viene raggiunto 2-4 ore (Tmax) dopo somministrazione di una dose singola di 60 mg. L'emivita plasmatica dell'iprindolo risulta di 35-70 ore (52 ore in media). Il farmaco viene eliminato dall'organismo attraverso una lenta escrezione nelle urine. Il 50% della dose assunta viene eliminato entro 72 ore ed è ancora presente nelle urine a distanza di una settimana dall'ultima somministrazione. Solo una percentuale minima (5% circa) di una dose viene escreta come farmaco immodificato.

## Usi clinici
Il farmaco trova indicazione nelle depressioni di tipo lieve e nella depressione degli anziani.

## Effetti collaterali e indesiderati
In corso di trattamento gli effetti avversi sono sostanzialmente gli stessi che si registrano utilizzando amitriptilina o imipramina, anche se è stato osservato che, rispetto a questa, l'iprindolo si caratterizza per un'azione sedativa meno marcata. L'azione sedativa è verosimilmente legata agli effetti antistaminici propri della molecola, ma si pensa che la minore sedazione rispetto a imipramina possa trovare spiegazione nella mancanza, da parte di iprindolo, di proprietà alfa-bloccanti.

Anche gli effetti antimuscarinici (in particolare sensazione di bocca secca e costipazione) indotti dall'iprindolo sono meno frequenti e meno gravi rispetto ad amitriptilina.
Durante le prime 3 settimane di trattamento si può manifestare ittero.

## Controindicazioni
Il farmaco è controindicato nei soggetti con ipersensibilità nota al principio attivo oppure ad uno qualsiasi degli eccipienti contenuti nella formulazione farmaceutica.

Iprindolo non dovrebbe essere somministrato a soggetti alcolisti o affetti da insufficienza epatica.

## Dosi terapeutiche
Viene consigliata una somministrazione per via orale di dosi iniziali di 15 mg di iprindolo (equivalenti a 16,9 mg di iprindolo cloridrato), 3 volte al giorno. 
Nei soggetti affetti da sindrome depressiva di tipo moderato e grave, la dose iniziale di 30 mg di iprindolo 3 volte al giorno può essere aumentata fino a 60 mg 3 volte al giorno. 
La dose usuale di mantenimento è di 30 mg di iprindolo 3 volte al giorno, ma si può giungere fino ad un dosaggio massimo di 180 mg al giorno.

## Sovradosaggio
In caso di sovradosaggio fortuito o accidentale, iprindolo sembra essere molto meno tossico rispetto alla maggior parte degli altri antidepressivi triciclici, e la sua intossicazione è considerata relativamente benigna. A titolo d'esempio, tra il 1974 e il 1985, solo due decessi associati ad iprindolo sono stati registrati nel Regno Unito. Nello stesso periodo di tempo erano stati segnalati 278 decessi correlati all'uso di imipramina. Tuttavia, si deve anche notare che imipramina risultava essere prescritta molto più spesso rispetto ad iprindolo, e per questo motivo è probabile che questo confronto non sia del tutto rappresentativo della presunta "benignità" di iprindolo.